# Scaphiella maculata
Scaphiella maculata is een spinnensoort in de taxonomische indeling van de Dwergcelspinnen (Oonopidae).
Het dier behoort tot het geslacht Scaphiella. De wetenschappelijke naam van de soort werd voor het eerst geldig gepubliceerd in 1955 door Birabén.